# Barry Greenstein
 (novembre 2015).
Si vous disposez d'ouvrages ou d'articles de référence ou si vous connaissez des sites web de qualité traitant du thème abordé ici, merci de compléter l'article en donnant les références utiles à sa vérifiabilité et en les liant à la section « Notes et références ».
Pour les articles homonymes, voir Greenstein.
Barry « The Robin Hood of Poker » Greenstein né le 30 décembre 1954 à Chicago, Illinois, est un joueur de poker professionnel américain.

## Biographie
Le père de Barry Greenstein est directeur d’école, il lui enseigne les rudiments du poker fermé à l’age quatre ans, et il joue fréquemment durant son enfance avec sa mère au canasta et au rami. Il se rappelle avoir joué pour la première fois à un jeu organisé en 1966 alors qu’il n’avait que 12 ans, et il gagna 24 $...
À 20 ans après avoir eu son bac (avec mention), Barry participe à des parties de poker au cours desquels il remporte près de 1 000 $. Plus tard, à l’université ou il passe son diplôme d’informatique, le montant pouvait monter à 3 000 $.
Il gagne déjà sa vie grâce au poker mais décide néanmoins de trouver un travail. Il est engagé en 1980 par une petite société dans la silicone Valley, la future société Symantec, pour laquelle il rédige les manuels d’utilisation des logiciels. Il emménage à proximité, et dès le travail fini il fonce vers les salles de jeux de carte du Cameo Club à Palo Alto.
À 36 ans, il quitte Symantec pour jouer à plein temps au poker. À cette époque il joue principalement en limit Hold'em. En 1992, Barry participe Main Event des World Series of Poker à 10 000 dollars, et termine 22e. Barry est quatrième au tournoi No Limit Deuce to Seven Draw de 1997 et remporte des prix dans deux tournois l’année d’après. En 2003 Barry gagne un million de dollars au Larry Flynt’s Poker Challenge Cup et apparaît à la télévision lors du World Poker Tour. Il obtint la cinquième place au Party Poker Million, et gagne également à Tunica (Mississippi) 1.2 million de dollars au tournoi Binion World Poker Open. En 2004, Barry gagne son premier bracelet d’or WSOP au cours du tournoi « No-Limit Deuce to Seven Draw » à 5 000 $ en battant entre autres Howard Lederer et Chris Ferguson. Et en 2005, il remporte son second bracelet lors d’un tournoi Omaha à 1 500 $.
Mais Barry est avant tout un grand joueur de cash game en haute limite, il joue très fréquemment avec Doyle Brunson, Chau Giang, Chip Reese, Bobby Baldwin et Lyle Berman dans la « Bobby’s Room » (du nom de Bobby Baldwin) au Bellagio à une table limite 4 000 $ / 8 000 $.
Barry est appelé « le Robin des bois du poker » car il consacrait la quasi totalité des gains qu’il remportait en tournoi pour des causes humanitaires. Il donnait principalement à la Children Incorporated, qui s’occupe de plus de 15 000 orphelins dans une vingtaine de pays. Parce que le fisc considère ses victoires comme des revenus, Barry devait néanmoins payer des impôts sur chaque gain - ainsi, à chaque fois qu’il gagnait, cela lui coûtait de l’argent !
Enfin Barry a écrit un livre sur le poker, Ace on a river, préfacé par Doyle Brunson, entraîne plusieurs champions de poker entre autres Mimi Tran (contre des cours de vietnamien), Tuan Le, et l’un de ses fils Joe « Sebok » et il travaille pour Pokerstars.
Il vit aujourd’hui à Rancho Palos Verdes en Californie avec ses six enfants. Grâce à son esprit mathématique et à sa grande connaissance des différents types de poker, il est l’un des joueurs les plus respectés dans le monde du poker, certains grands professionnels refusent même de jouer contre lui en mixed games.

## Bracelets aux World Series of Poker
| Année | Tournoi                         | Prix (US$) |
| ----- | ------------------------------- | ---------- |
| 2004  | 5 000 $ No Limit Deuce to Seven | 296 200 $  |
| 2005  | 1 500 $ Pot Limit Omaha         | 128 505 $  |
| 2008  | 1 500 $ Razz                    | 157 619 $  |